# Lolium multiflorum
Lolium multiflorum é uma espécie de planta com flor pertencente à família Poaceae. 
A autoridade científica da espécie é Lam., tendo sido publicada em Flore Françoise 3: 621. 1778 (1779).
Vulgarmente chamado azevém-italiano, é uma gramínea de origem europeia. Possui folhas compridas. Sua utilização como forragem animal aumenta a produção leiteira das vacas. Pode também ser utilizada como bioindicador para o acúmulo de traços de elementos como metais pesados no ar, por exemplo para medir a qualidade do ar em aglomerações urbanas.